# United States of Afganistan
United States of Afganistan er en film fra 2004 instrueret af Pål Hollender.